# Orthaea rusbyi
Orthaea rusbyi är en ljungväxtart som beskrevs av J.L. Luteyn. Orthaea rusbyi ingår i släktet Orthaea och familjen ljungväxter. Inga underarter finns listade i Catalogue of Life.